# سیارک ۱۳۰۹۴
سیارک ۱۳۰۹۴ (به انگلیسی: 13094 Shinshuueda، نامگذاری:1992UK8) سیزده هزار و نود و چهارمین سیارک کشف شده‌است که در ۱۹ اکتبر ۱۹۹۲ کشف شد.
قدر مطلق سیارک برابر ۱۶.۲ است.